# Cidadão do mundo
Cidadão do mundo, também referido como cosmopolita, é um termo com variadas significações, geralmente fazendo referência a uma pessoa que desaprova as divisões geopolíticas tradicionais derivadas dos conceitos de cidadania nacional, dando preferência a um sistema de governo mundial, abertura de fronteiras e democracia global.

## Usos comuns do termo
- A Organização das Nações Unidas premia algumas pessoas com um título honorífico de "Cidadão do Mundo".
- Global Education Magazine é um jornal digital apoiado pela UNESCO e ACNUR que procura criar conscientização dos Objetivos do Desenvolvimento do Milenio das Nações Unidas atráves da Educação Global da Cidadania.[1]
- Pode ser utilizado por ativistas de várias organizações para um governo integrado e supranacional.
- Utilizado para referir-se a pessoas que promovem o internacionalismo, entendido como uma cooperação mais próxima entre Estados soberanos.
- A religião Bahá'í promove um conceito de unidade internacional direccionado para a cidadania global.